# エストロン
エストロン（英: Estrone：E1）は、エストロゲンの一種。分子式はC18H22O2。性質等についてはエストロゲンに詳しい。

## 生成
アンドロステンジオンから生成する。また、エストラジオールとの可逆反応でも生成する。上に示しているのはアンドロステンジオンからエストロンへの変換図である。

## 生理活性
生理活性能はエストラジオールの半分、エストリオールの5倍。